# José Recio
José Recio Ariza (født 24. januar 1957 i Fernán Núñez) er en tidligere spansk professionel landevejscykelrytter.
Han vandt fem etaper i Vuelta a España og adskillige ved spanske etapeløb som Katalonien Rundt, Setmana Catalana og Vuelta a Burgos.

## Eksterne links
- José Recios profil på CycleBase (engelsk)
- José Recios profil på Cykelsiderne
- José Recios profil på ProCyclingStats (engelsk)
- José Recios profil på FirstCycling

| Cykling | Spire Denne biografi om en spansk cykelrytter er en spire som bør udbygges. Du er velkommen til at hjælpe Wikipedia ved at udvide den. |